# Dammarie-sur-Saulx
Dammarie-sur-Saulx är en kommun i departementet Meuse i regionen Grand Est (tidigare regionen Lorraine) i nordöstra Frankrike. Kommunen ligger i kantonen Montiers-sur-Saulx som tillhör arrondissementet Bar-le-Duc. År 2022 hade Dammarie-sur-Saulx 369 invånare.

## Befolkningsutveckling
Antalet invånare i kommunen Dammarie-sur-Saulx
| Referens: INSEE |